# Lisa Howard
Lisa Howard (London, 24 novembre 1963) è un'attrice canadese.

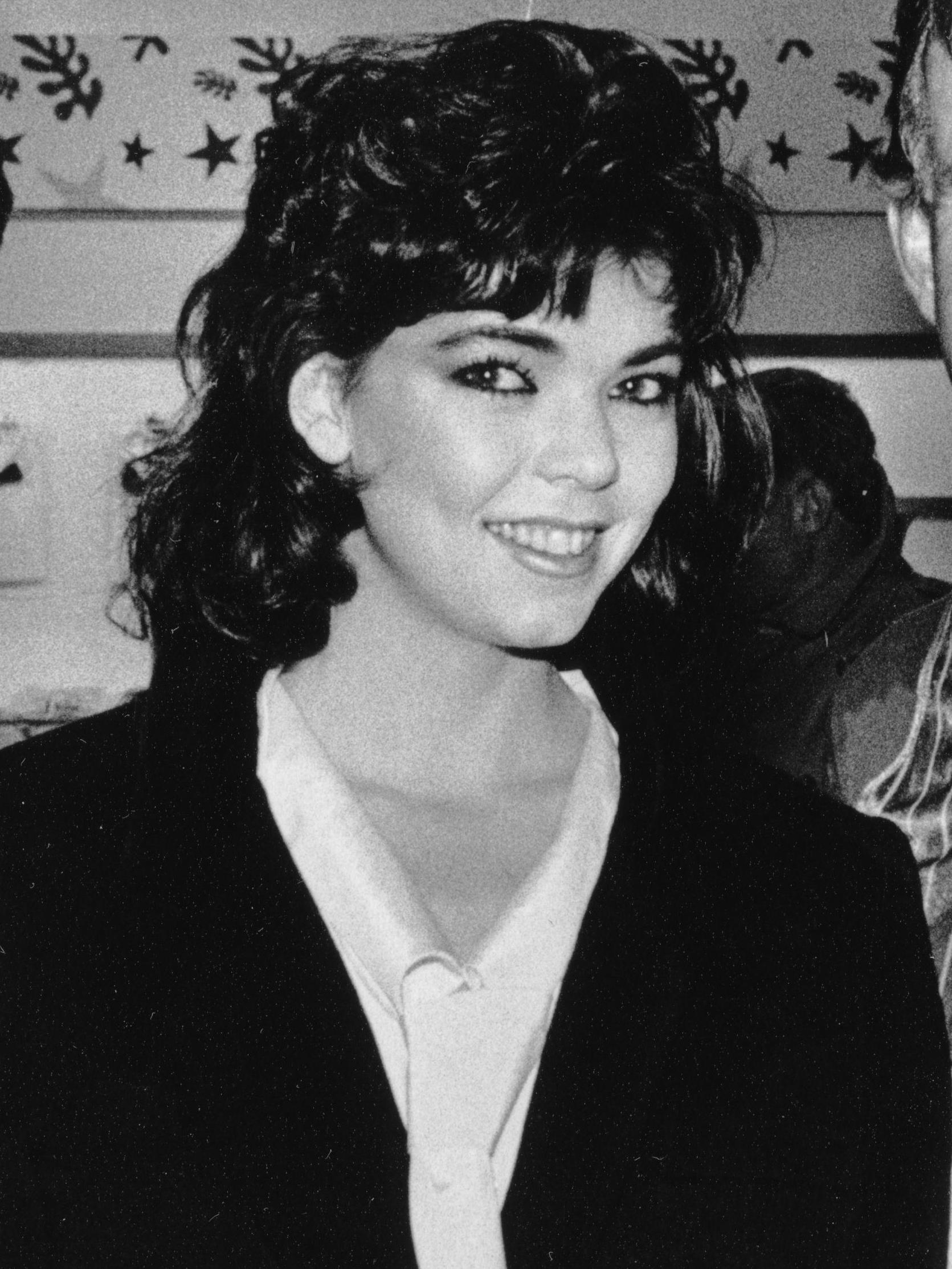
Lisa Howard nel 1984

Lei è principalmente conosciuta per il suo ruolo nella parte di Lili Marquette nella serie televisiva Pianeta Terra - Cronaca di un'invasione, per il ruolo di Anne Lindsey in Highlander e come April Ramirez nella soap opera Il tempo della nostra vita dal 1988 al 1991 e da settembre 1995 a febbraio 1996. Ha avuto anche diversi ruoli in numerose serie di successo.
Howard è sposata con il produttore e sceneggiatore Daniel Cerone ed ha due figli, Sofia (chiamata 'Lulu') e Jasper.

## Filmografia

### Cinema
- Runners, regia di Charles Sturridge (1983)
- 1918, regia di Ken Harrison (1985)
- Rolling Vengeance, regia di Steven Hilliard Stern (1987)
- Stregata dalla luna (Moonstruck), regia di Norman Jewison (1987)
- La guerra dei Roses (The War of the Roses), regia di Danny DeVito (1989)
- Replikator, regia di G. Philip Jackson (1994)
- Due sotto tiro (Bounty Hunters), regia di George Erschbamer (1996)
- Presi di mira (Hardball), regia di George Erschbamer (1997)

### Televisione
- Gioco di coppie (Loving Friends and Perfect Couples) – serie TV, 2 episodi (1983)
- I Ryan (Ryan's Hope) – serie TV, 3 episodi (1985)
- Adderly – serie TV, episodio 1x01 (1986)
- Easy Prey, regia di Sandor Stern – film TV (1986)
- Perry Mason: Assassinio in diretta (Perry Mason: The Case of the Shooting Star), regia di Ron Satlof – film TV (1986)
- Hot Shots – serie TV, episodio 1x07 (1986)
- Conquisterò Manhattan (I'll Take Manhattan) – miniserie TV, episodio 1x01-1x02 (1987)
- Diamonds – serie TV, episodio 1x04 (1987)
- Quasi adulti (Almost Grown) – serie TV, episodio 1x01 (1988)
- Il tempo della nostra vita (Days of Our Lives) – serie TV, 285 episodi (1988-1991)
- The Exile – serie TV, episodio 1x12 (1991)
- Wings – serie TV, episodio 3x13 (1992)
- E.N.G. - Presa diretta (E.N.G.) – serie TV, episodio 3x15 (1992)
- Forever Knight – serie TV, episodio 1x14 (1992)
- Counterstrike – serie TV, episodio 3x09-3x22 (1992-1993)
- Sweating Bullets – serie TV, episodio 2x03-2x17-3x27 (1991-1993)
- Secret Service – serie TV, episodio 1x03 (1993)
- RoboCop – serie TV, episodio 1x14 (1994)
- Hollywood - La valle delle bambole (Valley of the Dolls) – serie TV, 65 episodi (1994)
- La scena del delitto (Janek: The Silent Betrayal), regia di Robert Iscove – film TV (1994)
- Hope & Gloria – serie TV, episodio 2x05 (1995)
- Highlander – serie TV, 22 episodi (1994-1996)
- Cybill – serie TV, episodio 2x19 (1996)
- Sinbad (The Adventures of Sinbad) – serie TV, episodio 1x16 (1997)
- Jarod il camaleonte (The Pretender) – serie TV, episodio 1x15 (1997)
- Susan (Suddenly Susan) – serie TV, 4 episodi (1996-1997)
- Appuntamento fatale (Sealed with a Kiss), regia di Bill Corcoran – film TV (1998)
- Da Vinci's Inquest – serie TV, episodio 1x07 (1998)
- First Wave – serie TV, episodio 2x16 (2000)
- Pianeta Terra - Cronaca di un'invasione (Earth: Final Conflict) – serie TV, 49 episodi (1997-2000)
- Everwood – serie TV, episodio 4x06 (2005)
- Long Island Confidential, regia di Guy Norman Bee – film TV (2008)
- Nip/Tuck – serie TV, episodio 5x18 (2009)
- The Royal – serie TV, episodio 7x12 (2009)
- Body of Proof – serie TV, episodio 2x11 (2012)
- The Gilded Age – serie TV, episodio 1x04 (2022)

## Videogiochi
- I Puffi (The Smurfs) (1999) - voce